# Sävsjön (Färnebo socken, Värmland)
Sävsjön är en sjö i Filipstads kommun i Värmland och ingår i Göta älvs huvudavrinningsområde. Sjön har en area på 0,547 kvadratkilometer och ligger 187,2 meter över havet. Sjön avvattnas av vattendraget Tannsjöälven.

## Delavrinningsområde
Sävsjön ingår i det delavrinningsområde (663172-139504) som SMHI kallar för Mynnar i Bosjön. Medelhöjden är 244 meter över havet och ytan är 10,01 kvadratkilometer. Det finns ett avrinningsområde uppströms, och räknas det in blir den ackumulerade arean 19,57 kvadratkilometer. Tannsjöälven som avvattnar avrinningsområdet har biflödesordning 4, vilket innebär att vattnet flödar genom totalt 4 vattendrag innan det når havet efter 387 kilometer. Avrinningsområdet består mestadels av skog (89 procent). Avrinningsområdet har 0,54 kvadratkilometer vattenytor vilket ger det en sjöprocent på 5,4 procent.